# Askogamia

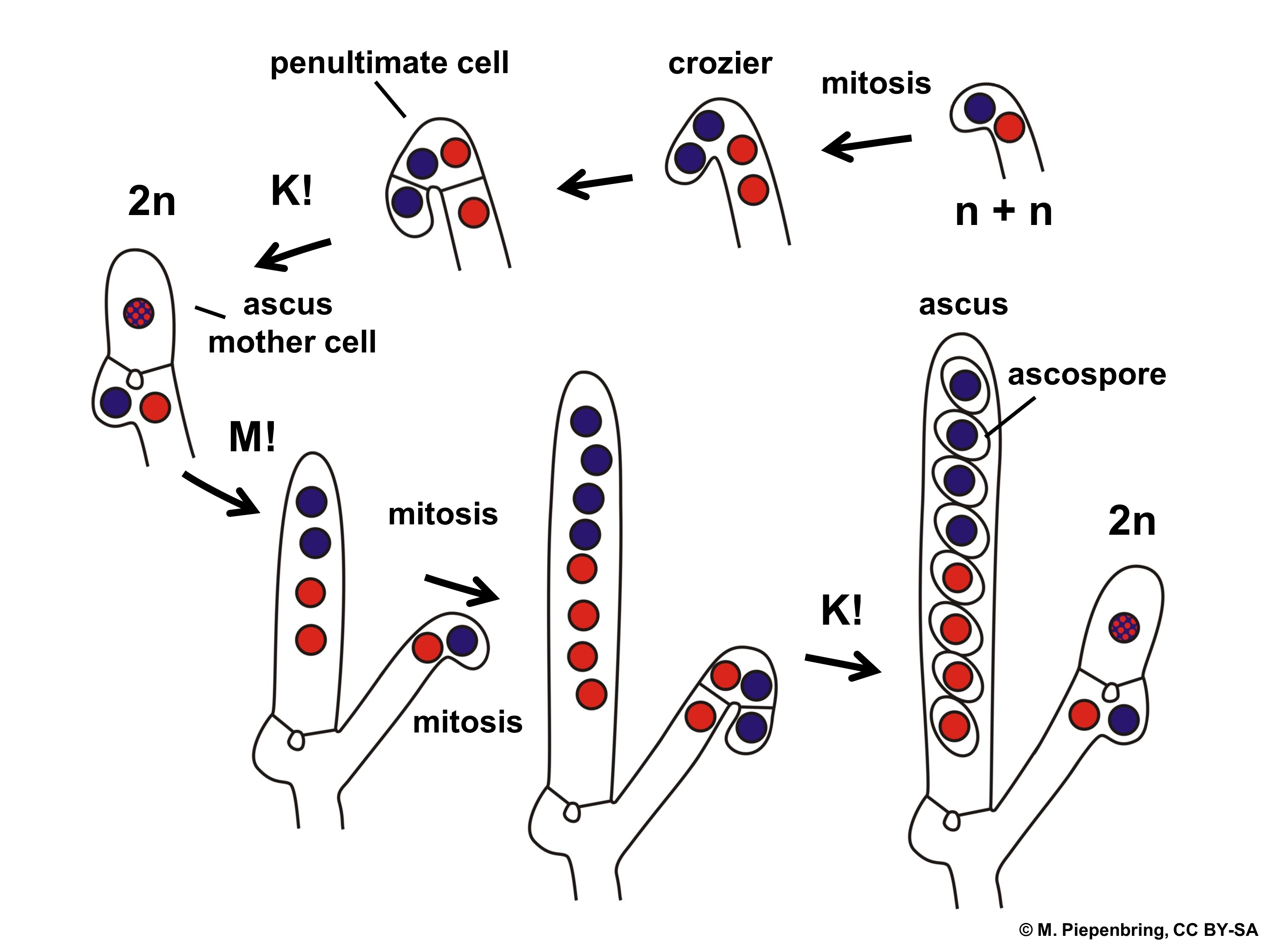
Schemat askogamii. Ascus – worek, crozier – pastorałka, ascospore – askospory, mitosis – mitoza, penultimate cell – przedostatnia komórka

Askogamia – występujący u workowców proces rozmnażania płciowego. 

## Przebieg
Na końcach strzępek tych grzybów powstają wielojądrowe gametangia. Gdy zetkną się z sobą dwa zróżnicowane płciowo gametangia (plemnia i lęgnia), zawartość plemni poprzez włostek przelewa się do lęgni. Następuje połączenie się ich protoplastów, czyli plazmogamia. Jądra natomiast nie łączą się z sobą, a tylko tworzą sprzężone pary jąder zwane dikarionami. Zapłodnione gametangium kiełkuje tworząc strzępki workotwórcze, do których przechodzą poszczególne dikariony. Dopiero podczas wzrostu tych strzępek następuje równoczesny podział jąder sprzężonych, przy czym pary potomnych jąder pozostają w każdej kolejnej komórce. Tak więc powstałe strzępki są dwujądrowe. Ten etap nosi nazwę dikariofazy i trwa krótko. Z komórek na wierzchołkach strzępek rozwijają się worki. Powstawanie worków u różnych grup grzybów odbywa się w różny sposób, ale zawsze podczas tego procesu zachodzi proces połączenia się jąder sprzężonych w jedno jądro, czyli kariogamia. Powstaje jądro diploidalne, w którym zaraz zachodzi mejoza. W jej wyniku powstają 4 jądra haploidalne. Każde z nich dzieli się jeszcze mitotycznie. Powstaje 8 jąder haploidalnych, a każde jest zalążkiem jednego zarodnika zwanego askosporą. Tak więc w każdym worku powstaje zazwyczaj po 8 askospor – u niektórych jednak gatunków grzybów występują różne odchylenia i powstaje inna liczba zarodników.

## Cechy charakterystyczne
Charakterystycznymi cechami askogamii są:
- wielojądrowe gametangia
- oddzielenie plazmogamii od kariogamii
- krótko trwająca faza rozwoju dikariotycznego
- bardzo krótka diplofaza (okres między kariogamią a mejozą)
- powstanie haploidalnych zarodników askospor
- w jednym worku powstaje zazwyczaj po 8 askospor

U podstawy worka wielu gatunków workowców powstają charakterystycznie zagięte struktury strzępkowe podobne do pastorału. Są to tzw. pastorałki spełniające podobna rolę, jak sprzążki u podstawczaków.